# Tra palco e realtà
Tra palco e realtà è un brano musicale scritto da Luciano Ligabue, estratto come secondo singolo dall'album live Su e giù da un palco del 1997.

## Il brano
Pezzo rock in cui Ligabue parla del mestiere del cantante e di come esso venga percepito dal pubblico. Con orgoglio misto a ingenuità il cantautore cerca di comunicare il suo punto di vista, ma soprattutto il fatto che questa canzone lo rappresenti più personalmente e caratterialmente che professionalmente.
(Luciano Ligabue)
Il brano è stato scelto come sigla di apertura del reality show Music Farm del 2004, nella quale era cantato dai concorrenti.

## Video musicale
Girato da Egidio Romio per la Clip Television e trasmesso per la prima volta nel 1998 il videoclip della canzone è un collage di varie immagini tratte dal video live Ligabue a San Siro: il meglio del concerto del 1997, con l'audio del concerto.
- Videoclip ufficiale, su YouTube. URL consultato il 9 gennaio 2015.

Oltre a essere disponibile nell'edizione cassetta singola + DVD dello stesso concerto, è stato inserito nei DVD Secondo tempo del 2007 e Videoclip Collection del 2012, quest'ultimo distribuito solo nelle edicole.

## Tracce
1. Tra palco e realtà – 4:40 (Luciano Ligabue)

## Formazione
- Luciano Ligabue - voce, chitarra

### La Banda
- Federico Poggipollini - chitarra
- Mel Previte - chitarra
- Antonio "Rigo" Righetti - basso
- Robby Pellati - batteria